# Alano Montanari
Alano Montanari (Cesena, 2 de diciembre de 1908 - Cesena, 17 de agosto de 1958) fue un piloto de motociclismo italiano, que compitió en el Campeonato del Mundo de Motociclismo desde 1949 hasta 1958.

## Biografía
Debido a la Segunda Guerra Mundial, Alano Montanari solo pudo conducir sus primeras carreras en 1946, cuando ya tenía 38 años. Conducía una vieja Benelli de 500cc en la tercera categoría italiana. En 1948 fue ascendido a la segunda categoría y en 1949 a la primera, conduciendo una Moto Guzzi Albatros de 250cc. En 1951, se convirtió en campeón de la Federazione Motociclistica Italiana (FMI).
A pesar de que había participado en diferentes carreras del Mundial desde 1949, en 1953 realizó su temporada completa consiguiendo tres podios y acabando quinto en la clasificación general de la cilindrada de 250cc. También ganó la Coppa d'Oro Shell en Imola en 250 cc. Fue en esos años donde trabó amistad con Enrico Lorenzetti. Tan fuerte era esta amistrad que cuando Lorenzetti murió a los 41 años en Milán fue trasladado a 300 km hasta Cesano para der enterrado junto a Montanari.
Un año después, Montanari todavía era conocido como piloto privado y fichó con la casa oficial de Moto Guzzi en el Campeonato del Mundo. Pero su actuación fue mucho más discreta que en la temporada anterior. En los siguientes años, sus apariciones fueron puntuales. Con una Monocilindrica 350 de Moto Guzzi consiguió el título italiano de velocidad, a la edad de 49 años.
Terminó su carrera en 1958 a la edad de cincuenta años, pero no pudo disfrutar de su retiro por mucho tiempo. Contrajo una infección en un accidente, del que murió el 17 de agosto de ese mismo año.

## Resultados en el Campeonato del Mundo
Sistema de puntuación en 1949:
| Posición | 1.º | 2.º | 3.º | 4.º | 5.º | Vuelta rápida |
| Puntos   | 10  | 8   | 7   | 6   | 5   | 1             |

Sistema de puntuación desde 1950 hasta 1968:
| Posición | 1.º | 2.º | 3.º | 4.º | 5.º | 6.º |
| Puntos   | 8   | 6   | 4   | 3   | 2   | 1   |

(carreras en cursiva indica vuelta rápida)
| Año  | Clase | Equipo     | 1     | 2     | 3      | 4     | 5       | 6       | 7       | 8       | 9     | Pts. | Pos. |
| ---- | ----- | ---------- | ----- | ----- | ------ | ----- | ------- | ------- | ------- | ------- | ----- | ---- | ---- |
| 1949 | 250cc | Moto Guzzi | IOM - | SUI - | NED -  | BEL - | ULS -   | NAT Ret |         |         |       | 0    | -    |
| 1950 | 125cc | Morini     |       |       | NED -  |       | ULS -   | NAT Ret |         |         |       | 0    | -    |
| 1950 | 250cc | Moto Guzzi | IOM - | SUI - |        |       | ULS -   | NAT 5   |         |         |       | 2    | 16.º |
| 1951 | 250cc | Moto Guzzi |       | SUI 8 | IOM -  |       |         | FRA -   | ULS -   | NAT 4   |       | 3    | 11.º |
| 1952 | 250cc | Moto Guzzi | SUI 4 | IOM - | NED -  | GER - | ULS -   | NAT -   | ESP 4   |         |       | 6    | 9.º  |
| 1953 | 250cc | Moto Guzzi | IOM - | NED - |        | GER 2 |         | ULS -   | SUI 2   | NAT 3   | ESP 4 | 19   | 5.º  |
| 1953 | 350cc | Moto Guzzi | IOM - | NED - | BEL -  |       | FRA -   | ULS Ret | SUI Ret | NAT -   | ESP - | 0    | -    |
| 1954 | 350cc | Moto Guzzi | FRA - | IOM - | ULS -  | BEL - | NED 6   | GER -   | SUI 9   | NAT -   | ESP - | 1    | 26.º |
| 1954 | 500cc | Moto Guzzi | FRA - | IOM - | ULS -  | BEL - | NED Ret | GER -   | SUI -   | NAT Ret | ESP - | 0    | -    |
| 1956 | 250cc | Moto Guzzi | IOM - | NED - | BEL -  | GER - | ULS -   | NAT 5   |         |         |       | 2    | 15.º |
| 1957 | 250cc | Moto Guzzi | GER - | IOM - | NED -  | BEL - | ULS -   | NAT 6   |         |         |       | 1    | 21.º |
| 1957 | 350cc | Moto Guzzi | GER 5 | IOM - | NED -  | BEL 4 | ULS -   | NAT -   |         |         |       | 5    | 8.º  |
| 1958 | 350cc | Moto Guzzi | IOM - | NED - | BEL 14 | GER - | SWE -   | ULS -   | NAT -   |         |       | 0    | -    |